# NGC 930
في الفهرس العام الجديد NGC 930 هي مجرة في في كوكبة الحمل وعضو افتراضي خافت للغاية في مجموعة NGC 938 المجرية. في عام 1872 أعتقد رالف كوبلاند انه رأى جرم أخر بجوار NGC 932 ولكن لا يوجد شيء في الموقع الذي حددة كوبلاند. موقع المجرة يختلف من مصدر إلى أخر على سبيل المثال يضع البروفسور كورتني سيليغمان هذا الجرم الغير الموجود شرق NGC 932  في حين يقع في قاعدة بيانات ناسا / ديسك وقاعدة بيانات SEDS إلى الغرب وموقع سيمباد يعرف الجرم كجزء من تجمع مجري وليس كجرم غير موجود.

## وصلات خارجية
- NGC 938 Group of Galaxies in Aries
- NGC 930 على قاعدة بيانات LEDA